# Harald Perner
Harald Johannes Perner (* 10. Februar 1927 in Chemnitz; † 10. Juni 2001 in Dresden) war ein deutscher Ingenieur, Textiltechniker und Hochschullehrer.

## Leben und Wirken
Nach Absolvierung der Volksschule nahm er eine Lehre zum Möbelstoff- und Mokettweber auf, die er 1944 abschloss. Erst nach Rückkehr aus der Kriegsgefangenschaft konnte er 1945 ein Studium an der Textilfachschule Chemnitz aufnehmen, dem ein Studium an der Technischen Hochschule Dresden folgte, das er 1951 abschloss. Danach war er wissenschaftlicher Assistent am Institut für Textiltechnik, 1954 promovierte er zum Dr.-Ing. und habilitierte 1957. Nach zwei Jahren als Technischer Leiter der Baumwollspinnerei Zittau wurde Perner 1960 zum Professor für Spinnerei und Weberei, Textiltechnik, Technologie der Garne und textilen Flächengebilde an der Technischen Universität Dresden berufen. Dort wirkte er bis zu seiner Invalidisierung 1988.

## Schriften (Auswahl)
- Die Messung des Verdrehungswiderstandes von Garnen und Zwirnen mit Nutzanwendung auf Spinnereiprobleme. Dresden 1954.
- Die Messung des Verdrehungswiderstandes von Garnen und Zwirnen mit Nutzanwendung auf Spinnereiprobleme. Berlin 1955.
- Voraussetzungen für die Automatisierung von Textilprüfgeräten und Entwicklung eines automatischen Zugprüfgerätes für Fasern . Dresden 1958.
- Technologie und Maschinen der Garnherstellung. Leipzig 1969.